# Michele Nota
Michele Maurizio Nota (Lusernetta, 12 gennaio 1888 – Strada per Ponte Forno, 10 settembre 1944) è stato un monaco cristiano italiano, appartenente all'Ordine certosino, fucilato dalle SS nel corso della cosiddetta Strage di Farneta.

## Biografia
Michele Nota nacque il 12 gennaio 1888 a Lusernetta, provincia di Torino, diocesi di Pinerolo: i suoi genitori furono Francesco Nota e Teresa Bruno Franco. 
Fino all'età di 33 anni svolse la professione di operaio laniero per poi vestire l'abito certosino: proprio alla Certosa di Farneta fece la sua donazione il 18 marzo 1923 e, sempre a Farneta, fece la sua professione solenne il 19 marzo 1932.
Visse sempre alla Certosa di Farneta dove svolse le mansioni di fabbro, elettricista e portiere. 

### La cattura e la morte

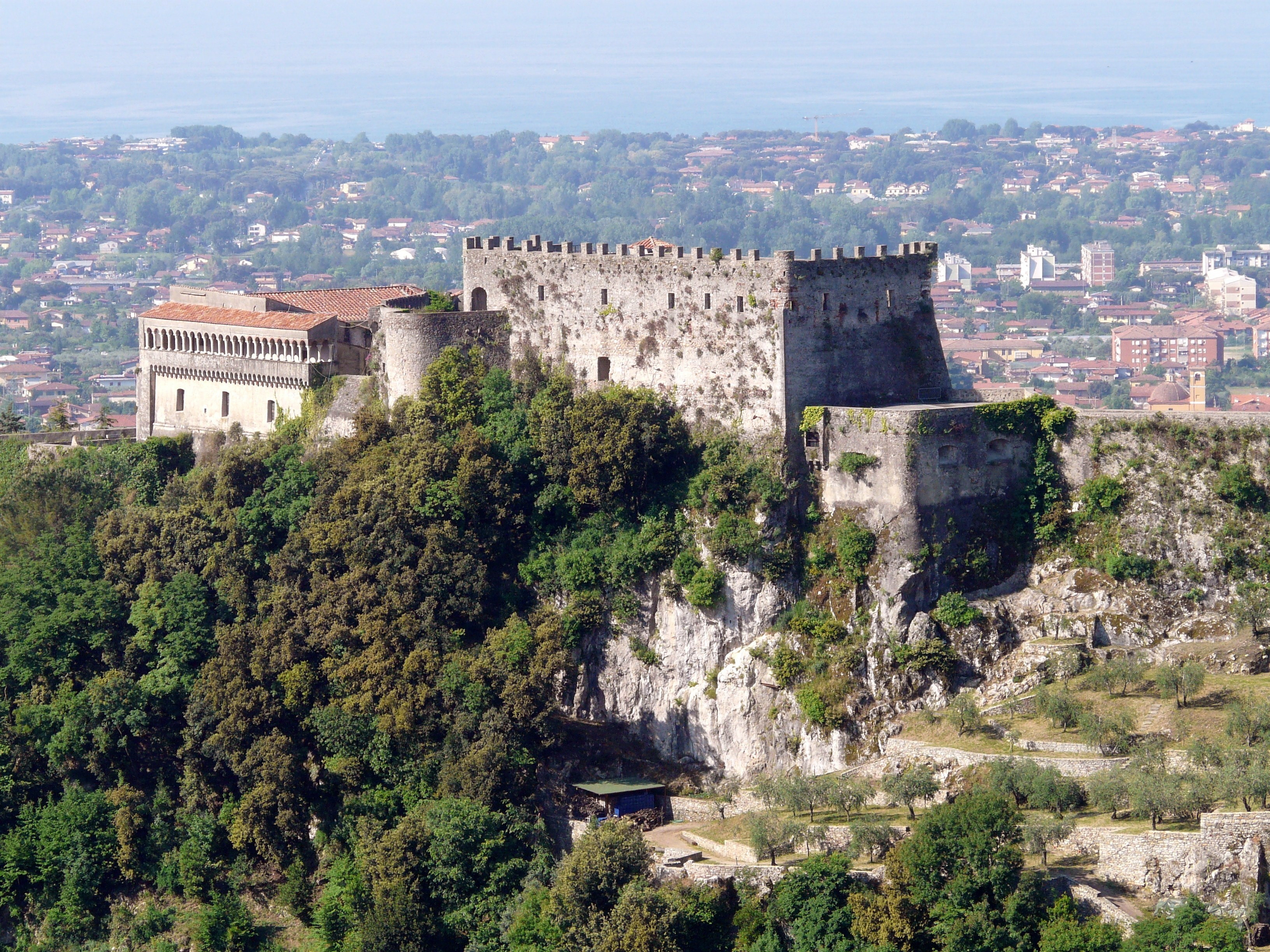
Il Forte Malaspina di Massa

Al momento in cui le SS irruppero nei locali della Certosa di Farneta alle 23.15 circa della notte tra il 1° e il 2 settembre del 1944, sorprendendo i padri certosini mentre si recavano in chiesa per la recita del Mattutino, Michele Nota stava svolgendo la sua funzione di portinaio e fu indotto ad aprire da un sergente tedesco, frequentatore da qualche tempo della Certosa, il quale aveva chiesto di poter lasciare una lettera e un pacco per il priore.
Michele, come gli altri monaci certosini, subì la prigionia nel frantoio di Nocchi, la selezione a Carrara e la prigionia nel Forte Malaspina di Massa, da dove, domenica 10 settembre 1944, fu prelevato in compagnia del monaco Giorgio Maritano per essere fucilato sulla strada per Ponte Forno, ai ponticelli di Lazzeri e Mignano.
Quello stesso giorno morirono altri 8 monaci della Certosa di Farneta, mentre altri due monaci, Martino Binz e Salvador Montes de Oca, erano già stati fucilati tre giorni prima, il 7 settembre. L'uccisione di questi 12 monaci, colpevoli di aver dato asilo all'interno della Certosa ad un centinaio di perseguitati politici, partigiani ed ebrei, è stata denominata la strage di Farneta, la quale si inserisce nella più ampia azione di massacro di prigionieri provenienti dal Forte Malaspina denominata Strage delle Fosse del Frigido, avvenuta proprio nei giorni 10 e 16 settembre sempre da soldati della 16. SS-Panzergrenadier-Division "Reichsführer-SS".

### La sepoltura

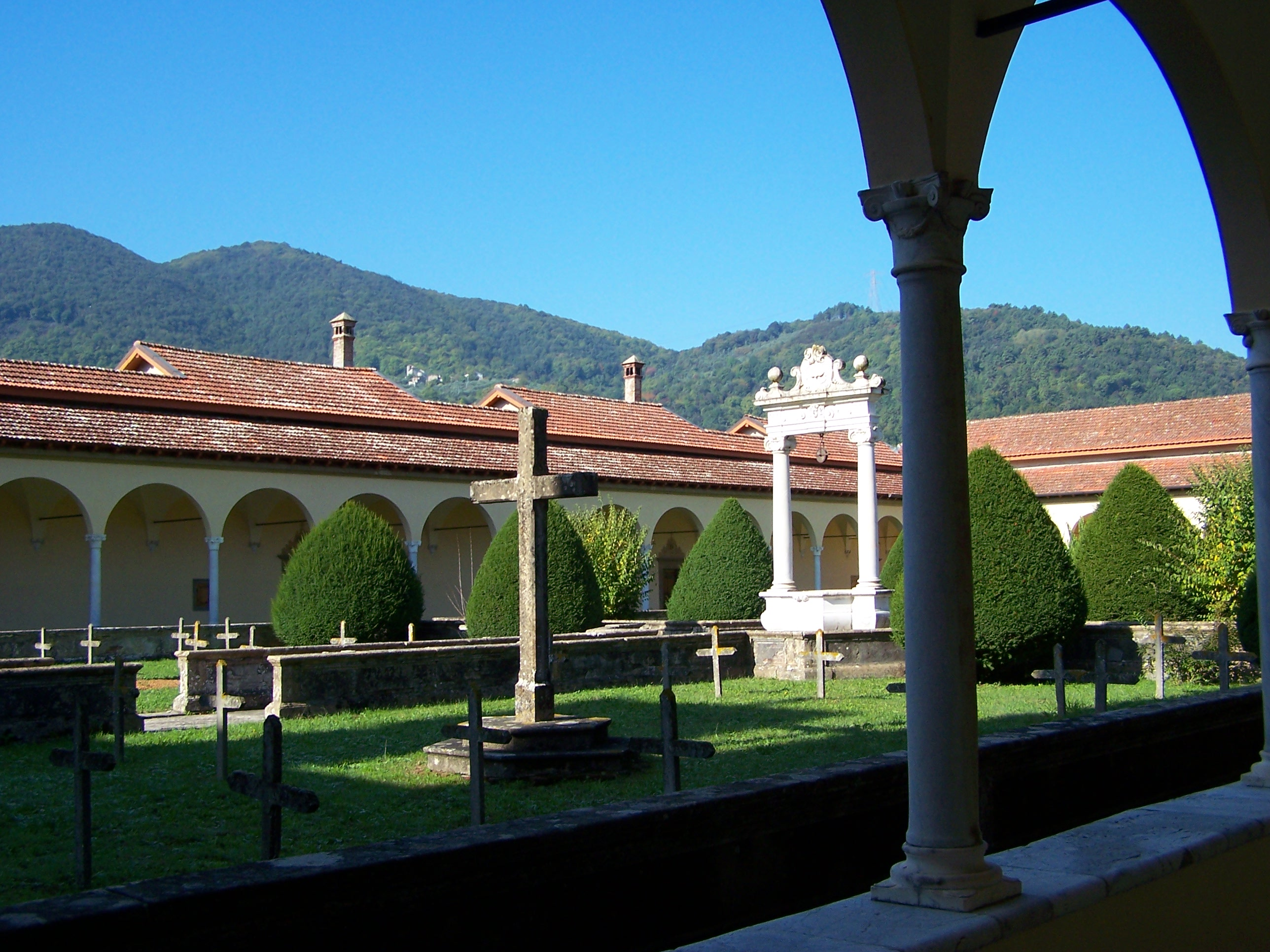
Il cimitero della Certosa di Farneta.

I corpi dei dieci certosini fucilati il 10 settembre in un primo momento furono tumulati nei cimiteri di Mirteto e Turano per poi essere trasferiti il 22 e 23 maggio 1945 presso la Certosa di Farneta.  
Le ossa dei padri Martino Binz e di Bernardo Salvatore Montes de Oca furono ritrovate solamente il 7 febbraio del 1947: padre Binz venne sepolto a Farneta due giorni dopo; i resti di Montes de Oca invece furono trasportati in Venezuela.

## Onorificenze
Dei monaci certosini, sei padri e sei conversi, uccisi nella Strage di Farneta, undici, tra i quali Michele Nota, hanno ricevuto, il 5 settembre 2001, la Medaglia d'Oro al Merito Civile, concessa dal Presidente della Repubblica Italiana, Carlo Azeglio Ciampi, mentre a padre Antonio Costa è stata conferita la Medaglia d'Oro al Valor Militare.